# Riomaggiore (stacja kolejowa)
Riomaggiore (wł: Stazione di Riomaggiore) – stacja kolejowa w Riomaggiore, w regionie Liguria, we Włoszech. Znajdują się tu 2 perony.